# سیارک ۲۲۸۷۱
سیارک ۲۲۸۷۱ (به انگلیسی: 22871 Ellenoei، نامگذاری:1999RX193) بیست و دو هزار و هشتصد و هفتاد و یکمین سیارک کشف شده‌است که در ۷ سپتامبر ۱۹۹۹ کشف شد.
قدر مطلق سیارک برابر ۱۱.۲ است.